# Leonardo Soledispa
Leonardo Soledispa (* Guayaquil, Ecuador, 15 de enero de 1983). es un futbolista ecuatoriano que juega de mediocampista en el Grecia de Chone de la Segunda Categoría de Ecuador.

## Clubes
| Club                 | País    | Año       |
| -------------------- | ------- | --------- |
| Barcelona SC         | Ecuador | 1999-2007 |
| Deportivo Cuenca     | Ecuador | 2008      |
| Macará               | Ecuador | 2009      |
| Grecia de Chone      | Ecuador | 2009      |
| Universidad Católica | Ecuador | 2010-2011 |
| River Ecuador        | Ecuador | 2012-2013 |
| Grecia de Chone      | Ecuador | 2014      |
| Deportivo Calceta    | Ecuador | 2015      |